# El mico jugador d'escacs
El mico jugador d'escacs (xinès simplificat: 猴子下棋, pinyin: Hóuzi xià qí, literalment 'mico jugant als escacs') és un curtmetratge d'animació xinés del 1989, dirigit per Wang Shuchen i Wen Debin, i produït per l'estudi de cinema de Changchun.
Fou doblada en valencià i emesa per Canal Nou el 7 de maig del 1994.

## Sinopsi
Un mico aprén a jugar als escacs. La pel·lícula fa la reflexió que sols quan la gent s'esforça en aconseguir alguna cosa, pot tindre èxit.